# Genusvetenskap
Genusvetenskap, eller genuskunskap, är en tvärvetenskaplig och ofta intersektionell akademisk disciplin inom kritisk teori som huvudsakligen fokuserar på att kartlägga och analysera vilken roll kön och genus spelar i samhället. Genusvetenskap studerar hur individer och grupper påverkas av könsidentitet och könsnormer, och undersöker både hur människor förtrycks och privilegieras på grund av sitt kön, i samverkan med andra faktorer som etnicitet, klass och sexualitet. Forskningen fokuserar på ojämlikheter och strävar efter att främja ett jämlikhetsideal i form av lika möjligheter för alla oavsett kön, samtidigt som den belyser hur kön interagerar med andra faktorer som etnicitet, klass och sexualitet för att skapa komplexa former av makt och förtryck.
Genusforskning utgår ofta från skillnader i utfall och analyserar orsaker till varför dessa skillnader uppstår. Olika utfall som härleds till ojämlikhet i möjligheter och strukturella faktorer betraktas i enlighet med jämlikhetsidealet som orättvisa. Genusvetenskap ifrågasätter ofta hur biologiska skillnader mellan könen används som argument för att legitimera ojämlikhet eller begränsa individers möjligheter baserat på deras kön och fokuserar på hur biologiska skillnader förstärks och tolkas genom sociala normer och kulturella förväntningar på individens livsval.
Att anlägga ett genusperspektiv kan beskrivas som att betrakta livet och samhället som konsekvent präglat av förhållanden mellan könsroller. Idéer om könsroller anses existera i all mänsklig erfarenhet och verksamhet och dessa idéer förmodas ligga till grund för hur sociala strukturer formas. Genusvetenskaplig forskning kan innefatta allt från övergripande materialistiska analyser av resursfördelning i samhället till kartläggning av informella maktstrukturer i en specifik, begränsad kontext. 

## Historik
När man talar om feminismens utveckling talar man ofta om tre vågor, en analogi som uppstått i och med att feminismens historia ser ut att ha präglats av gradvis stegrande uppgång följd av fall, följd av uppgång på nytt. Det var med den andra vågen som kvinnorörelsen började vända blicken mot vetenskapen och man hävdade då att vetenskapen var androcentrisk och könsblind. Här syftade man bland annat på att studier som utgav sig forska på ”människor” faktiskt bara forskade på män, och att beskrivningar av kvinnors erfarenheter till stor del saknades i vetenskapen. ”Women's studies” blev således ett forskningsämne på amerikanska universitet i slutet på 1960-talet och på 1970-talet började det som vi idag kallar genusvetenskap växa fram i Sverige, då under beteckningen kvinnohistoria eller kvinnovetenskap.
Kvinnovetenskapens huvudsakliga syfte var initialt att synliggöra kvinnor och kvinnors erfarenheter då man ansåg att den tidigare mansdominerade forskningen misslyckats med detta. Forskningen var vid denna tid huvudsakligen tilläggsforskning, den försökte "täppa till hål" i tidigare forskning. Namnet kvinnovetenskap (women's studies) var en tydlig signal för ståndpunkten att kvinnors erfarenheter var relevanta i vetenskapliga sammanhang, och detta är en av orsakerna att namnet dröjt kvar även då forskningen kommit att få ett mycket bredare fokus.
Idag har dock namnet genusvetenskap (gender studies) blivit allt mer utbrett. Detta beror bland annat på att teorierna utvecklats till att inkludera mer förfinade och varierande förståelser av den process varigenom skillnad mellan könen skapas och upprätthålls. En annan vidareutveckling är att man på ett nytt sätt börjat uppmärksamma maskulinitet, det vill säga manliga könsroller och de för- och nackdelar som följer av den plats män tilldelas i det könsstrukturerade samhället. I Sverige är trenden att börja beskriva forskningen och utbildningen som genusvetenskap snarare än kvinnovetenskap tydlig då 20 av 22 centra för kvinno-/genusforskning på svenska universitet år 2006 har ordet ”genus” i sitt namn.

## Teori
Genusvetenskaplig teori är i mångt och mycket det samma som feministisk teori och inom genusvetenskapen används begreppen ofta synonymt. Även om alla de som idag anses ha bidragit till den teoretiska utvecklingen inte själva kallade sig feminister (exempelvis på grund av att ordet ännu inte börjat användas och/eller på grund av patriarkala strukturer som gjorde benämningen ofördelaktig) så är det möjligt att urskilja en kanon (jämför med kulturell kanon), alltså en uppsättning texter och författare som oftare än andra betraktas som tillhörande de "feministiska klassikerna" (Se till exempel Esseveld & Larsson 1996; Östholm 2006). Bland dessa kan exempelvis nämnas Mary Wollstonecrafts "Till försvar för kvinnans rättigheter" (1792), J.S. Mills "The subjection of women" (1869) och Simone de Beauvoirs ”Det andra könet” (1949). Exempel på svenska feministiska klassiker är Ellen Keys ”Missbrukad kvinnokraft” (1896), Elin Wägners ”Väckarklocka” (1941) och i modernare tid Nina Björks "Under det rosa täcket" (1996).
Den genusvetenskapliga kunskapsbildningen under den senare hälften av 1900-talet är både omfattande och heterogen. Genusvetenskapen är i sin grund tvärvetenskaplig och har influenser från bland annat sociologi, filosofi och psykologi. En av de stora tänkare vars teorier haft särskilt stort inflytande för den genusvetenskapliga sociologin är Karl Marx, både i sig själv och genom efterföljare som Louis Althusser och Antonio Gramsci. Detta trots att Marx själv inte hade så mycket att säga om kvinnor och genus. I den psykoanalytiskt influerade feminismen har Jacques Lacans omläsning av Freud på samma sätt haft stor betydelse (Zoonen 1994; Se även Kaplan 2000). Här skall dock noteras att det inte handlar om något oreflekterat anammande av tidigare teorier utan till stor del kritiska läsningar och omarbetningar. Genusvetenskapen har i sin tur haft inflytande på andra områden vilket inte bara resulterat i integrering av genusperspektiv i olika discipliner utan också i att tydligt interdisciplinära vetenskaper börjat växa fram. Exempel på sådana är genushistoria och genusmedicin. Pilcher och Whelehan (2004) framhåller att genusvetenskaplig teori ständigt sprider sig till nya ämnen även om integrering av genusperspektiv inte alltid sker utan svårigheter.

### Centrala begrepp

#### Könsroller, kön och genus
Under 1920- och 1930-talen såg samhällsvetenskapliga forskare könsroller (femininitet och maskulinitet) som önskvärda karaktärsdrag hos kvinnor respektive män. Huruvida man var en representativ man eller kvinna ansåg man kunna mäta med personlighetstester. Denna syn på könsroller revolutionerades på 1960-talet genom att feminister hävdade att könsrollerna inte var givna av naturen, utan att de tillskrevs människor av kulturen. Feministerna menade att sådant som att män skulle vara försörjare och kvinnor hemmafruar inte var en biologisk "naturlighet" utan en orättvis idé, då försörjarrollen gavs högre status. Ett genomgående teoretiskt grepp i genusforskningen har sedermera varit att skilja på det biologiska könet (kön) och det socialt konstruerade könet (könsroll).
Genus, från latin och betyder "födelse" eller "ursprung", började användas mer allmänt i Sverige på 1980-talet. Genus kom då att ersätta begreppet könsroll bland annat då det senare upplevdes signalera att en könsidentitet var något man bara kunde hoppa i eller ur, som en skådespelare på teatern växlar mellan roller. Genus är dock även ett vidare begrepp än könsroll i det att det inte huvudsakligen eller enbart syftar till en viss identitet utan också hur könsskillnader konstrueras i social interaktion och hur dessa skillnader förhåller sig till varandra. Genus kan ses både som ett tillstånd och som en process och analyseras både på mikro-, meso- och makronivå. Genus kan inte sägas tillhöra något särskilt samhälleligt område, det kan studeras överallt eftersom uppdelningen av människor efter kön genomsyrar samhället. Enligt Vetenskapsrådet kan detta beskrivas som att "Genus är en term som pekar på en särskild aspekt av allt mänskligt liv".
Uppdelningen i kön och genus är inte oomstridd. Teoretiker som exempelvis Judith Butler hävdar att även kön måste betraktas som en social konstruktion eftersom föreställningarna om kön redan finns i världen när barnet föds (se Butler 1990). Enligt en sådan teori kan uppdelningen i kön och genus ses som något som essentialiserar kön, det vill säga får det att framstå som att det under könsrollerna finns en "naturlig" grund. I praktiken ser det nu ut så att vissa forskare använder sig av båda begreppen "kön" och "genus" (eller "sex" och "gender") medan andra föredrar att bara använda ett av dessa. Det genusforskare har gemensamt är dock att de alla forskar på vad de menar sociala konstruktionen av män och kvinnor, hur denna konstruktion upprätthålls och vad den får för konsekvenser.
Att anse att genus är en social produkt är i det här sammanhanget inte det samma som att förneka den materiella existensen av rent fysiska skillnader mellan människor. Däremot så anser många genusvetare att vår uppfattning om vad som är biologiskt är kulturellt påverkad. Hur mycket av vår förståelse av kön som är beroende av det sociala råder det delade meningar om. En vanlig socialkonstruktivistisk ståndpunkt är dock att det materiella i sig inte kan skapa någon förståelse utan att vi behöver ett språk och en social värld för att kunna skapa mening (Se till exempel Hall 1997). Det är sådan socialt konstruerad kunskap som ofta analyseras i genusvetenskap.
Den största delen av genusvetenskapen är socialkonstruktivistisk, men exempel på en feministisk teoretiker som bestridit idén att genus är en social konstruktion är Shulamith Firestone som i sin The Dialectic of Sex (1970) hävdade att kvinnors förmåga att föda barn är vad som gör dem underordnade män. Det enda sättet kvinnor kan bli fria från mäns uppfattade förtryck är enligt denna teori att utveckla tekniska möjligheter att slippa föda barn.

#### Binär könsuppfattning
Uttrycket binär könsuppfattning brukar användas om tanken att det finns två motsatta kön. Binärt (bi=2) är något som kan anta ett av två värden, ofta betecknade 0 och 1 eller udda-jämnt. Ett exempel är näst sista siffran i det svenska personnumret, där udda står för det juridiska könet man och jämnt för det juridiska könet kvinna. Linjärt kön handlar om uppfattningen att en persons kropp, personnummer, könsidentitet, pronomen, namn, könsuttryck och reproduktiva organ alltid är entydigt maskulina eller feminina och stabila livet ut. Linjärt är någonting som följer en linje. Den som följer idealet om linjärt kön kan kallas cisperson. Synen på kön som binärt definierar transpersoner som avvikare, enligt den så kallade tvåkönsnormen. Olika genusvetenskaplig analyser har beskrivit hur en binär könsuppfattning också är en förutsättning för heteronormen, det vill säga antagandet om att heterosexualitet – att kvinnor ska begära män, enbart män, och vice versa – är naturlig och omfattar alla.

#### Andrafiering
Andrafiering beskriver en process där till exempel icke-vita och kvinnor definieras som ”De Andra”. Begreppet är centralt inom bland annat postkolonial feminism och visar på en tvåriktad process där föreställningen om vissa personer som “De Andra” samtidigt skapar en föreställning om ett “vi”. Den huvudsakliga funktionen som denna process fyller behöver alltså inte vara att konstruera grupper som just De Andra, utan att skapa ett vi. Konstruktionen av ”De Andra” sker ofta i det vardagliga och visar sig genom förutfattade meningar, föreställningar och normer om andra personer. Genom bland annat bilder, språk och stereotyper görs exempelvis minoritetsgrupper till någonting i grunden annat än majoritetsgruppen i ett samhälle, skillnaderna mellan grupperna förstärks och grupperna tillskrivs en viss position i ett hierarkiskt system.

#### Normkritik
Begreppet normkritik slog igenom i Sverige i början av 2000-talet men den normkritiska metoden har en längre historia. Feminister, queeraktivister och teoretiker har haft betydelse för dess framväxt och idag används normkritik både inom forskning och som metoder inom exempelvis förskola/skola och på olika arbetsplatser. Enligt olika genusvetenskapliga teorier om normkritiskt arbete är utgångspunkten att det är rådande normer och inte den som utsätts för diskriminering som är problemet. Enligt teorin är målet för normkritiskt arbete är inte att skapa samhällen eller sociala sammanhang utan olika normer, men normer förändras i samspel med olika ekonomiska och materiella förhållanden i samhället, och de är möjliga att påverka genom aktivt förändringsarbete.

#### Genusordning/Genussystem
Genusordning är ett begrepp som används för att benämna den sociala struktur som skapar och upprätthåller maktrelationer mellan kvinnor och män. Begreppet genusordning (gender order) utvecklades av Jill Matthews 1984. Enligt Matthews sammanfattar begreppet förhållandet att alla samhällen gjort skillnad mellan kvinnor och män, men att denna skillnad gjorts på olika sätt i olika tider och i olika kulturer. Genusordningen är inte nödvändigtvis ett patriarkat, den kan även ta form i egenskap av ett jämställt eller matriarkalt samhälle. Den anses också, eftersom den delvis är ett resultat av mänsklig praktik, vara föränderlig. Folk kan både foga sig efter eller utmana den för tillfället rådande genusordningen.
Ett vanligt exempel på hur genusordningen rent praktiskt kan ses i samhället är när man noterar att kvinnor är frånvarande inom olika samhälleliga maktområden. Man kan också i sammanhanget tala om en mer allmän genussegregering i samhället och ett exempel på detta kan vara samhällets genusarbetsdelning. Inom vissa yrken återfinns fler kvinnor, och inom vissa yrken återfinns fler män. Dessa yrken kan ses som genuskodade (se gendered), det vill säga att idéer om hur kvinnor respektive män är eller bör vara överensstämmer med föreställningarna om vilken typ av människa som är lämpad för ett visst yrke. Ett annat sätt att se på genusarbetsdelningen är att studera vilka arbetsuppgifter i samhället som över huvud taget betraktas som ”yrken”. Hushållsarbete, vilket till stor del varit kvinnors ansvar, kan exempelvis ses som ett obetalt arbete. Detta kan sedan vidare problematiseras med etnicitetsperspektiv (se intersektionalitet nedan) när man konstaterar hushållsarbete inte alltid gjorts av husmodern utan att svarta kvinnor i vissa länder haft som yrke att sköta vita medelklasskvinnors hushållsarbete.

#### Dikotomi
Dikotomi betecknar inom genus och samhällsvetenskap någonting som är delat i två motsatta kategorier. Ett exempel inom genusteori är idén om en binär könsuppfattning, där kvinnor och män ses som två kategorier med egenskaper (kvinnliga och manliga) som är motsatta och ömsesidigt uteslutande (antingen eller). Med en sådan könsuppfattning finns det inte utrymme för nyanser eller mellanting, och modellen utesluter personer som identifierar sig som varken kvinna eller man (icke-binär). Detta kan illustreras genom teorin om genussystemet, enligt vilken varje samhälle skapar och upprätthåller en ordning där kvinnor och män tillskrivs olika uppgifter, roller och positioner. Det kan även yttra sig bland annat i en könssegregerad arbetsmarknad, där kvinnor och män befinner sig i olika sektorer.
Både ekofeministiska och postkoloniala forskare har utformat teorier som vidare beskriver hur en världsbild präglad av dikotomier har legitimerat olika dominansförhållanden och förtryck: människans herravälde över naturen, patriarkala samhällsordningar, såväl som kolonialismen och rasismen. Genom historien har det ena ledet i varje av dessa motsatspar (dikotomi) överordnats det andra, så att det bildas associationskedjor av över- och underordning.

#### Patriarkat
Patriarkat är ett centralt begrepp inom genusvetenskap som kan förstås som ett system där män innehar den politiska och ekonomiska makten. Kunskap om patriarkat och patriarkala strukturer kan inom genusvetenskap både användas för att beskriva, analysera och förstå hur ojämställdhet skapas och upprätthålls i dagens samhälle. Patriarkala strukturer kan med denna teoretiska ingångspunkt sägas ha starkt inflytande i olika samhällsstrukturer, men är enligt olika teorier ingenting som ensamt bestämmer en persons position i samhället eller familjen. Begreppet har ifrån olika teoretiska infallsvinklar kritiserats för att vara för endimensionellt då olika faktorer som till exempel klass, etnisk bakgrund och funktionalitet inte tas hänsyn till. För att ta arbetsmarknad som exempel så ser vi att löneskillnader inte bara existerar mellan gruppen kvinnor och gruppen män, utan till exempel en persons eller en persons föräldrars bakgrund både geografiskt och utbildningsmässigt kan påverka ens position på arbetsmarknaden och inkomst.

#### Gendered
I engelskan används ofta en adjektivform av gender, gendered för att beskriva att något uppvisar skillnad enligt en viss uppfattad genusordning. Om man exempelvis utgår från att en genusordning är strukturerad i två genus, ett manligt och ett kvinnligt, kan en sak, en egenskap, en organisation eller ett fenomen vara kodat som maskulint eller feminint. Exempel på en sådan kodning kan vara färger. Rosa anses kanske i en viss kultur vid en viss tid vara feminint medan blått upplevs vara maskulint. Det finns ingen allmänt vedertagen svensk version av begreppet gendered men exempel på möjliga översättningar är genusifierad, genuspräglad, könad, könskodad eller genuskodad.

#### Cisperson/cis
Ordet cisperson används ofta för att visa på hur en individs biologiska och juridiska kön hänger ihop med vederbörandes könsidentitet. Termen cis används även exempelvis inom aktivism och genusvetenskap för att belysa hur olika samhällsfunktioner så som skola, vård och rättsväsende utgår från en cisnormativitet, någonting som enligt teorin definierar personer som inte ryms inom tvåkönsnormen som onormala. Enligt olika genusvetenskapliga teorier är begreppet cisprivilegier centralt, det vill säga analyser av den privilegierade position som följer med att vara cisperson. Begreppet används även för att kunna visa på hur föreställningar om en kvinnlig gemenskap som utgörs av heterosexuella ciskvinnor många gånger står i centrum för feministiskt kunskapande. Någonting som får konsekvenser både för vilken forskning som görs, vilken kunskap som anses viktig och vilka subjekt som förstås som centrala.

#### Homosocialitet
Homosocialitet innebär att ett kön deltar i, eller kraftigt dominerar, ett visst socialt sammanhang. Begreppet utvecklades inom genusvetenskap för att förklara hur män identifierar sig med, söker sig till och förstår sin sociala position i förhållande till andra män. Enligt genusvetenskapliga teorier blir kvinnor uteslutna ur dessa sociala sammanhang, dels för att inte störa den ofta ganska intima kulturen, och dels för att de utifrån etablerade maktordningar inte har de ekonomiska, sociala och politiska resurser som enligt teorin anses göra det värt att inkludera kvinnor i vissa grupper. Homosocialitet är bland annat ett begrepp som används för att analysera olika diskriminerande förhållanden inom rekryteringsprocesser eller utnämningsprocesser i styrelser (se även kvotering).

#### Hegemoni
Inom genusvetenskaplig teori har hegemoni som begrepp kommit att användas för att analysera en viss form av maskulinitet som hegemonisk inom könsmaktsordningen. Hegemonisk maskulinitet förstås här som en norm, och de normativa egenskaperna omfattas i olika hög grad av olika grupper av män. Enligt teorin kan bilden av hegemonisk maskulinitet förändras, och det är olika former av maskuliniteter som ses som eftersträvansvärda i olika kulturer och socioekonomiska grupper. Exempelvis betraktas homosexuella och feminina män enligt denna förståelse av hegemonisk maskulinitet som underordnade, och genom att dessa definieras som avvikare från normen förstärks idealet för dem som eftersträvar det.

#### Makt
Begreppet makt är centralt för genusforskning och annan kritisk teori för förståelsen av hur samhällen och sociala relationer konstrueras. Ojämlikhet kan förstås som en form av maktobalans där vissa personer har större möjligheter att påverka sina liv och samhället än andra. Det finns många olika maktuttryck. Makt kan vara verksamt på flera olika nivåer i samhället, bland annat i mellanmänsklig interaktion och inbyggd i social och samhällelig organisering på både lokal och global nivå. Ett viktigt tema inom genusforskning är makten över kunskap. Med makten över kunskapen kan menas både vem eller vilka som ”producerar” kunskap och vilken sorts kunskap som räknas och anses vara viktig (situerad kunskap). En kritisk analys av processer och samhällsordningar som belyser och ifrågasätter maktrelationer och maktstrukturer kan kallas maktkritisk. Kunskapen om att det finns systematiska ojämlikheter i ett samhälle som påverkar enskilda individer är grundläggande för ett strukturellt perspektiv på makt och ojämlikhet. Exempel på system och strukturer som delar in och över- och underordnar personer i olika grupper med olika tillgång till makt är sexism, rasism (se även rasifiering) och funkofobi. Att förstå att det finns strukturer som påverkar individers möjligheter i livet är inte samma sak som att säga att alla individer påverkas på samma sätt av dessa strukturer. Vi har olika förutsättningar med oss både biologiskt och socialt och flera personer kan aldrig existera på precis samma plats i den komplexa väv som dessa strukturer väver. En person är aldrig påverkad av endast en struktur, exempelvis baserad på kön, utan är alltid samtidigt påverkad av och del i flera olika strukturer (se även intersektionalitet).

#### Klass
Klass är en samhällsvetenskaplig term som används för att analysera olika socioekonomiska indelningar i samhället. Feministisk och antirasistisk kritik av traditionell marxistisk teori har menat att alltför snävt fokus på ekonomisk ojämlikhet och kapitalistiska produktionsförhållanden kan resultera i en syn på klass som riskerar att utestänga andra grupper än dem som passar in i stereotypa föreställningar om arbetaren och arbetarklassen. Enligt feministiska och intersektionella teorier behöver klassförtryck kompletteras med det förtryck som skapas genom andra maktordningar kopplade till exempelvis kön, etnicitet, funktionalitet och sexualitet. Det som ur ett perspektiv kan förstås som ojämlikhet utifrån klass kan alltså även ses som ett uttryck för maktrelationer utifrån etnicitet eller härkomst.

#### Performativitet
Performativitet är ett begrepp som används för att betona hur alla människor aktivt förhåller sig till genusordningen. Grundtanken i begreppet härstammar från språkfilosofen J. L. Austin (1922-1960) som menar att performativa yttranden är sådana som inte bara beskriver, utan faktiskt också gör (eng. perform) det de beskriver. Austin har därför myntat begreppet språkhandling eller talakt. Som exempel på detta kan ges den konstituerande språkhandlingen i giftermålet. Giftermålet existerar inte förrän prästen har förklarat att paret nu är ”man och hustru”. Begreppet performativitet brukar dock idag i genusvetenskapliga sammanhang förknippas med teoretikern Judith Butler. Eftersom Butler anser att en individs kön inte i någon relevant bemärkelse existerar förrän det tilldelas personen (exempelvis vid födseln genom yttrandet "It's a girl/boy!") så ser Butler sådana handlingar som en explicit aktiv del i skapandet av skillnad mellan könen. Performativiteten implicerar alltså att utan handlingar som syftar till att skapa skillnad mellan kön skulle en sådan skillnad inte kunna uppfattas. Härvidlag följer att det går att analysera hur människor i samhället iscensätter eller ”gör kön”. Butler menar inte att dessa ”iscensättanden” i allmänhet är medvetna, men hävdar att det går att göra medvetet motstånd genom att uppträda på ett icke-normativt sätt.

#### Postkolonial feminism
Frågor som postkolonial teori ställer är vilken roll det koloniala arvet spelar i dagens värld, och hur det återskapas både lokalt och globalt i nutida samhällen. Feministiska teorier har på många sätt influerat den postkoloniala teorin, och vice versa. Även om feministisk teori och postkolonial teori är två olika fält så kan de förenas i vad som kan beskrivas som ett sökande efter ett alternativt vetande där kritiska perspektiv på kunskapsproduktion, universalism, makt och dominerande världsbilder möts. Idag har det växt fram en postkolonial feminism som beskriver hur sexism, rasism och homofobi kan kopplas ihop med ett ifrågasättande av globala dominansformer, där det koloniala arvet spelar en central roll. Kunskapsproduktion och möjligheten till att skapa utrymme för nya kunskapssubjekt är centrala teman i postkolonial feminism. Det vill säga vilka berättelser och vilka personer som har plats och utrymme i utveckling och produktion av kunskap (se även situerad kunskap). Postkolonial feminism ställer här frågor om makt och kunskap som utmanar den västerländska idén om överlägsenhet, relaterat till föreställningar om till exempel kön, sexualitet, rasifiering och exploatering.

#### Intersektionalitet
Intersektionalitet bör inte ses som en övergripande teori, utan snarare som ett analytiskt hjälpmedel eller begrepp som inte strävar efter att rangordna identitetskonstruktioner, utan fokuserar på hur de är sammanflätade på olika nivåer, såsom det politiska, det representationella, eller det strukturella. Exempelvis ses kvinnor aldrig enbart som kvinnor eftersom könsmaktsordningen – i samma utsträckning som etnicitet, sexualitet eller klasstillhörighet – inte räcker för att förklara hur ojämlikhet uppstår och hur makt utövas. Maktordningar kan inte rangordnas. Ingen maktordning står över någon annan och det finns maktordningar inom varje maktordning. Klassförtrycket ses alltså inte som viktigare eller mer grundläggande än könsförtryck eller rasism, till exempel. Flera aspekter, som kön, etnicitet, religion, ålder, klass och sexuell läggning, spelar alla in i bestämmandet av en individs identitet och dess villkor. En intersektionell analys bygger på postmodern feministisk teori, queerteori, postkolonial teori och black feminism. Syftet är inte att enbart synliggöra hur avvikande, underordnade eller exkluderade identiteter (t.ex. ”icke-vit etnicitet”, ”transsexualitet” eller ”arbetarklass”) produceras i dessa skärningspunkter, utan att uppmärksamma till exempel ”vithet”, ”heterosexualitet”, ”överklass” som identitetskategorier. Man menar alltså att kön inte kan separeras från andra analyskategorier. Vi är med andra ord ”mer än bara kvinnor och män”.

#### Rasifiering
Rasifiering innebär att olika människor, med olika erfarenheter, åsikter och bakgrunder tillskrivs en grupptillhörighet, alltså görs till en grupp, utifrån föreställningar baserade på exempelvis yttre egenskaper (så som hudfärg och hårfärg), kultur och religion. Analyser av rasifiering förutsätter att ras och etnicitet förstås som sociala konstruktioner där så kallade rasifieringsprocesser skapar olika rasidentiteter och grupper. Dessa processer äger rum både på strukturnivå, så som inom statliga institutioner, men också på mellanmänsklignivå i vardagen. Inom genusvetenskaplig teori är rasifiering ett centralt begrepp inom postkoloniala och intersektionella feministiska perspektiv.

#### Vithet
Vithet som teoretiskt begrepp är centralt inom disciplinen kritiska vithetsstudier. Begreppet syftar bland annat på vithet som norm och ideologi med utgångspunkt i olika postkoloniala teorier kring rastillhörighet. Uttrycket ”vit” handlar alltså inte endast om en persons hudfärg utan kan förstås enligt teorin som en globalt strukturerande norm som innebär att ”vara vit” medför fördelar socialt, ekonomiskt och politiskt. Vithet eller att vara ljushyad blir här enligt teorin en statusmarkör som relaterar till en normativ position. Enligt postkoloniala teorier om vithet visar denna position hur samhällens rasifieringsprocesser formar olika system för privilegier och överordning. Centralt inom kritiska vithetsstudier är problematisering av hur vithet ofta förstås som ”en osynlig norm”. För feminism och genusvetenskap är vithet som kategori central för att visa hur även dessa områden är starkt påverkade av vithetsnormen. Exempelvis gällande vilka frågor som får rymmas inom feministiska kamper, vilka personer som finner en plats i dessa rörelser och vilka problemformuleringar och begrepp som används.

#### Situerad kunskap
Situerad kunskap är en teori inom genusvetenskap som innebär en kritik av föreställningen om forskaren som en neutral observatör av verkligheten. Enligt teorin existerar det en relation mellan kunskapsproduktion och olika maktordningar som kön, klass, etnicitet, funktionalitet och sexualitet. Kunskapen om ens sociala position, formad av rådande maktordningar, är enligt teorin en förutsättning för kunskap om samhället och människan. Uttrycket myntades av bland annat Donna Haraway i en analys av hur etablerandet av vetenskap i modern bemärkelse från 1500-talet och framåt var del i skapandet av en ny form av objektivitet. Den föreställda förmågan om att vara en neutral observatör, att kunna se allt från ingenstans utan att själv bli sedd, kallas inom feministisk vetenskapsteori för "gudstricket".
Begreppet situerad kunskap analyserar och lyfter frågor om hur forskarens möjlighet att få kunskap om verkligheten begränsas av olika strukturella maktförhållanden. En enskild forskare kan enligt teorin aldrig vara absolut neutral. Anspråken på objektivitet kan däremot stärkas av att forskaren – och hens sociala och kulturella förståelser – synliggörs i forskningsprocessen. Tolkningarna av verkligheten är enligt teorin om situerad kunskap alltid ofullständiga, och genom att uppmärksamma denna begränsning tar forskaren ansvar för att göra kunskapen mer tillförlitlig.
Eftersom kunskap produceras i specifika sociala sammanhang finns det, beroende på vad det handlar om, erfarenheter som är av värde för att kunna få kunskapen. Det kan röra allt från att ställa de rätta frågorna till att se vilka erfarenheter och perspektiv som osynliggörs. Kunskap om förtryckande sociala strukturer och relationer blir exempelvis mer trovärdiga om utgångspunkter tas i de förtrycktas position och erfarenheter. Ett aktuellt exempel handlar om diskriminering och förtryck utifrån föreställningar om etnicitet, såsom afrofobi. När personer som har erfarenhet av detta kommer till tals produceras ny kunskap om de förtryckande strukturerna, detta kallas ståndpunktsepistemologi.

#### Social konstruktion
Begreppet social konstruktion började användas ur en ambition att förklara hur människor uppfattar sin sociala verklighet. Begreppet har vidareutvecklats inom kritisk teori och genusvetenskap för att visa att fenomen som kön, ras och identitet inte är naturligt givna, fasta eller oundvikliga. Inom genusvetenskap har diskussionen kring social konstruktion utvecklats vidare genom bland annat ett ifrågasättande av den skillnad som ofta görs mellan biologisk kön och genus, eller socialt kön.

#### Hetereonormativitet
Heteronormativitet grundas i en föreställning om att det endast finns två kön, kvinna och man, och dessa två görs till varandras motsatser och förväntas åtrå och begära varandra. Olika genusvetenskapliga teorier har här utvecklat kritiska perspektiv på hur heterosexualitet skapas som en samhällelig norm för människors sexualitet och problematiserat hur allt annat än heterosexualitet blir avvikande.

#### Queer
Queer som begrepp används inom genusvetenskap för att ifrågasätta olika föreställningar om att det uteslutande finns två kön som är varandras motsatser, kvinnor och män, samt att kvinnor har sexuellt begär till män och vice versa. Dessa föreställningar brukar inom genusvetenskap kallas för heteronormen eller tvåkönsnormen. Olika queerperspektiv inom genusvetenskap har här utvecklat en rad kritiska perspektiv på hur heterosexuella kvinnor bedöms vara centrumet i feminismens historia.

#### Transfeminism
Transaktivism är rörelser som på olika sätt motsätter sig och problematiserar tvåkönsnormen. Sprungen ur, och nu parallellt/sammanflätat med, transaktivismen är transfeminism. Transfeminism är en idétradition som inkluderar transpersoner- och erfarenheter i analysen och utmanar de föreställningar om kön och könstillhörighet som är grundläggande för feminism.

#### Funktionalitet
Funktionalitet kan användas för att beskriva historiska, sociala, kulturella och materiella aspekter av våra kroppar och dess funktioner. Precis som till exempel begreppet genus är funktionalitet ett begrepp som beskriver något som görs snarare än något som en person "har" eller "är". I hur hög utsträckning och på vilket sätt din kropp anses vara "funktionell" beror till stor del på hur samhället är uppbyggt och vilka normer som finns kring vad en kropp ska klara av. Ordet crip används som både någonting en kan kalla sig själv, och som en teori- cripteori. Teorin visar på hur samhället är byggt för personer som har en specifik funktionalitet och att det finns en föreställning och en förväntan om att en kropp ska se ut och fungera på vissa sätt. Cripteori är därför ett verktyg för att analysera och ifrågasätta dessa strukturer och makt kopplat till funktionalitetsnormer. I cripteori är normer kopplade till kön, kropp och sexualitet i fokus och olika teoribildningar gällande funktionalitet och crip har därför blivit centrala frågor inom genusvetenskap.

### Genusvetenskapliga utmaningar
I sin skrift "Genusforskning i korta drag" lyfter Vetenskapsrådet (2005) fram några särskilda utmaningar som den svenska genusvetenskapen står inför. Bland annat menar Vetenskapsrådet att det finns ett glapp mellan den internationella teoribildningen som karakteriseras av abstrakta och makroteoretiska debatter och "svenska forskares förkärlek för empirinära studier". Vetenskapsrådet menar också att det behövs en vidareutveckling av de genusvetenskapliga begreppen. Här för vetenskapsrådet alltså fram viss kritik mot att den svenska genusforskningen inte riktigt "hänger med" i eller inte i tillräckligt stor utsträckning bidrar till den teoretiska utvecklingen samtidigt som man framhäver att de svenska genusforskarna fokuserar på empiriska, alltså mer praktiska studier.
Daphne Patai and Noretta Koertge har föreslagit I boken Professing Feminism: Education and Indoctrination in Women's Studies att genusvetenskapens försök till att sprida en ideologi har lett till problem vad gäller trovärdighet i universitetsvärlden.

## Inriktningar
2000-talets genusforskare är influerade inte bara av andra vetenskapliga discipliner, utan också av många olika inriktningar inom tidigare genusvetenskaplig/feministisk teori. Genusperspektivet återfinns också inom vitt skilda ämen, allt från biologi till statsvetenskap. På grund av genusperspektivets utbredda och varierande användning är det svårt att sammanställa någon heltäckande beskrivning av olika inriktningar men exempel på några inriktningar som utmärker sig genom ett särskilt empiriskt och/eller teoretiskt fokus är:

### Teoreti och empiri
- Queerteori
- Mansforskning
- Ståndpunktsteori
- Black feminism
- Psykoanalytisk feminism
- HBTQ-forskning
- Cyborgfeminism

### Interdiscipliner
- Genusmedicin
- Genushistoria
- Genus och teknik
- Feministisk vetenskapsteori
- Feministiska kulturstudier

## Publikationer
Svensk genusvetenskaplig forskning återfinns bland annat i de tvärvetenskapliga: 
- Nora : Nordic journal of feminist and gender research. London: Taylor & Francis. 1998-. Libris 4406214
- Tidskrift för genusvetenskap TGV. Malmö: Malmö University Electronic Publishing, Malmö University. 2007-. Libris 11697491. https://publicera.kb.se/tgv - Tidigare: Kvinnovetenskaplig tidskrift.